# 하이드로아미노화
하이드로아미노화(영어: hydroamination)는 유기화학에서 알켄, 알카인, 다이엔 또는 알렌의 탄소-탄소 다중 결합에 아민의 N-H 결합을 첨가하는 것이다. 하이드로아민화라고도 한다. 이상적인 경우 하이드로아미노화는 경제적이고 친환경적이다. 아민은 정밀 화학, 제약 산업 및 농업에 일반적으로 사용된다. 하이드로아민화는 헤테로고리 화합물을 생성하기 위해 분자 내 반응에서 사용되거나 별개의 아민 및 불포화 화합물과 함께 분자 간 반응에서 사용될 수 있다. 하이드로아미노화를 위한 촉매의 개발은 특히 알켄에 대한 활성 영역으로 남아 있다. 다이엔 및 친전자성 알켄에 대해 실질적인 하이드로아미노화 반응이 수행될 수 있지만, 하이드로아미노화라는 용어는 보통 금속 촉매 공정의 반응들을 의미한다.

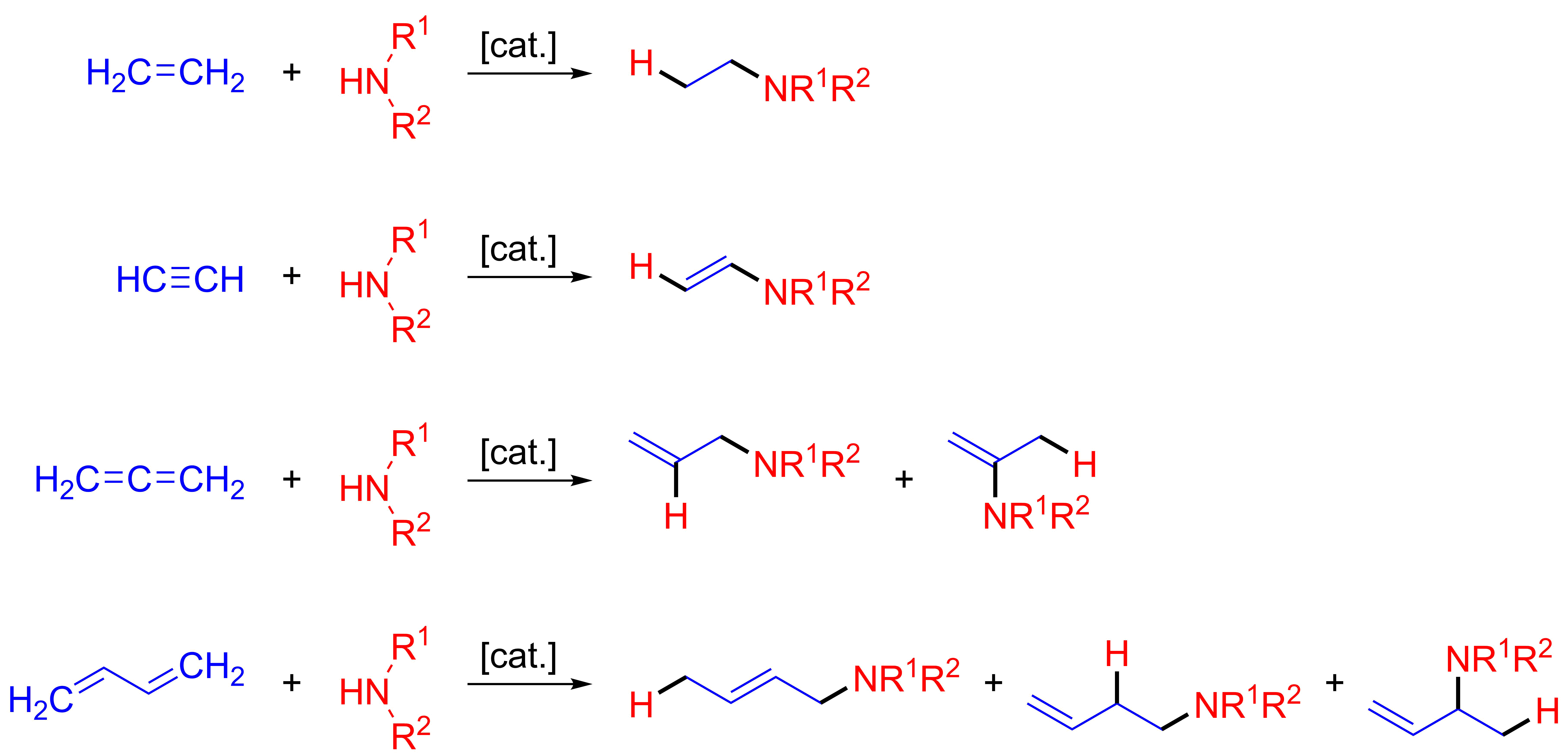
전형적인 분자 간 하이드로아미노화 반응
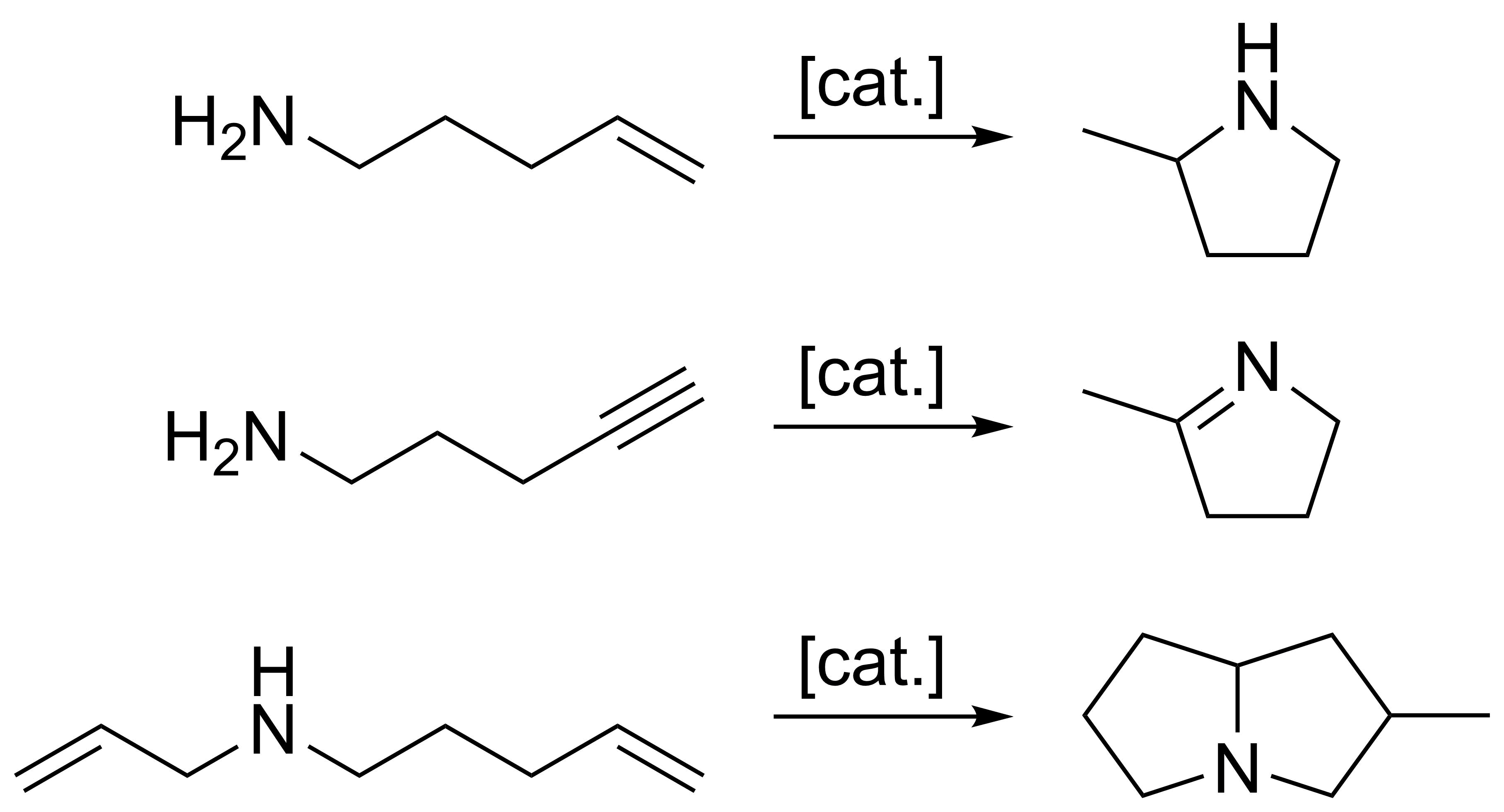
분자 내 하이드로아미노화의 예

## 같이 보기
- 아미노화
- 암모산화 - 암모니아와 알켄의 반응에 의한 나이트릴의 생성
- 하이드로붕소화
- 하이드로규소화
- 수화 반응
- 하이드로기능화